# Charles Kingsley

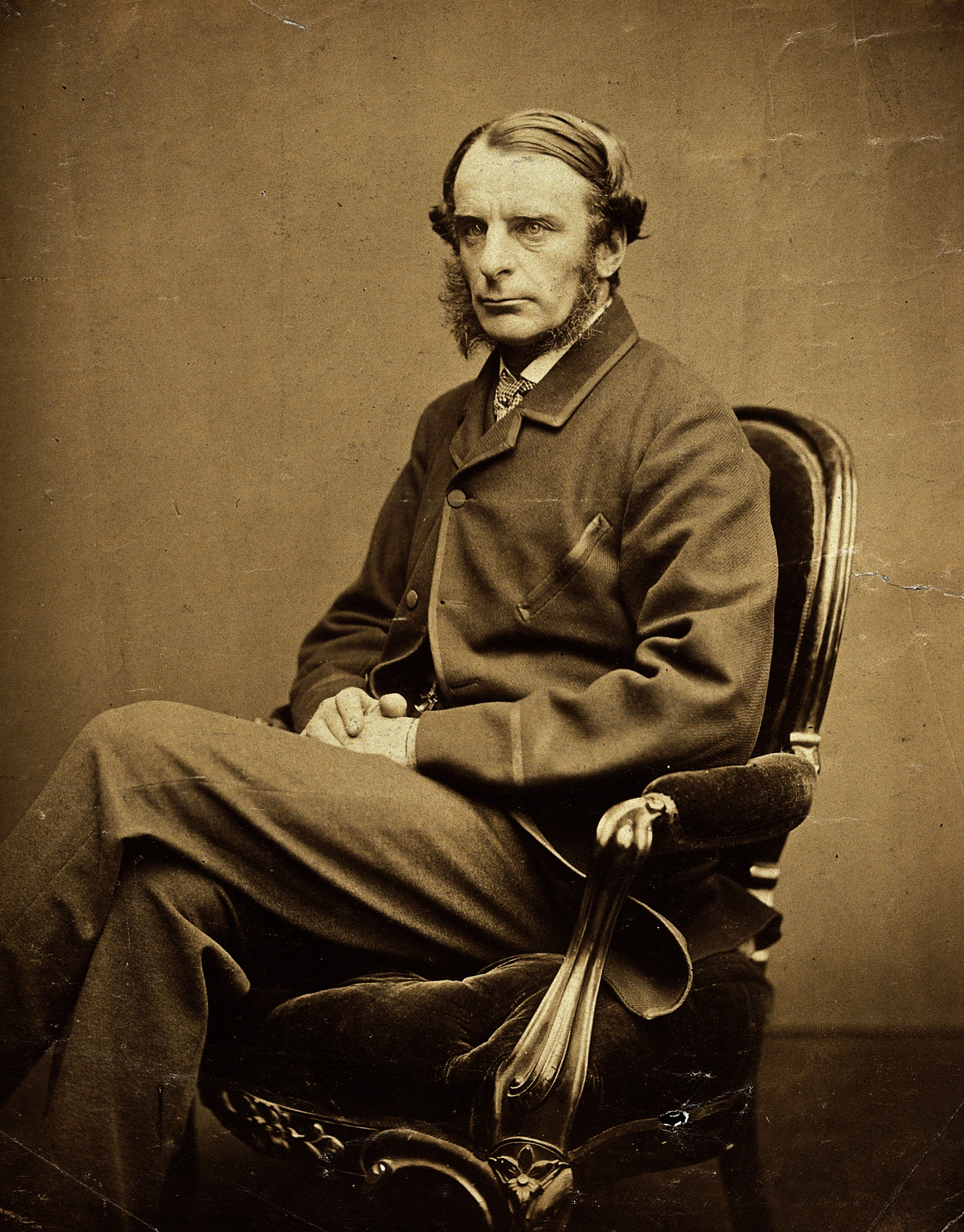
Charles Kingsley (1819-1875)

Charles Kingsley (Holne, Devon, 12 juni 1819 – Eversley, Hampshire, 23 januari 1875) was een Brits theoloog, anglicaans priester, schrijver, sociaal hervormer, historicus en dichter. Hij was een van de voormannen van de christensocialistische beweging in het Verenigd Koninkrijk. Hij was bevriend met F.D. Maurice en Charles Darwin. Zijn fantasy roman The Water-Babies is ook in het Nederlands verschenen onder de titel De Waterkindertjes. Dat geldt ook voor zijn sprookjesboek The Heroes (De Heroën).

## Biografie
Hij was de oudste zoon van Rev. Charles Kingsley en Mary Lucas Kingsley. Zijn broer Henry Kingsley (1830-1876) en zuster Charlotte Chanter, geb. Kingsley (1828-1884) waren ook schrijvers. Hij ontving zijn onderwijs aan grammar schools en studeerde aan King's College Londen (1836-1838) en Magdalene College (Cambridge) (1838-1842). Als student leidde hij een avontuurlijk leven. In 1842 behaalde hij zijn bachelor of arts-diploma en in hetzelfde jaar werd hij tot diaken gewijd. In 1844 vond zijn priesterwijding plaats. Van 1844 tot zijn overlijden in 1875 was hij vicaris (Rector) van de parochie te Eversley, Hampshire. In 1844, het jaar van zijn priesterwijding en het begin van zijn predikantschap, trad hij in het huwelijk met Frances Eliza Grenfell.
Van 1848 tot 1849 doceerde hij aan Queens College (Londen), de nieuw-gestichte onderwijsinstelling voor meisjes. Onder het pseudoniem Parson Lot schreef hij artikelen over sociale hervorming in Politics of the People (1848) en de Christian Socialist (1850-1851). Hij publiceerde zijn eerste romans, Yeast (1848), Saint's Tragedy (1848), Alton Locke (1849), Hypathia (1853) en Westward Hol (1854). Al deze romans hadden een sociale strekking. Hypathia kende daarnaast ook nog een sterke antikatholieke ondertoon. Vanwege de slechte gezondheid van zijn vrouw verbleef hij samen met haar in de periode 1854-1855 in Bideford. In 1859 werd hij kapelaan van koningin Victoria en in 1860 werd hij benoemd tot hoogleraar in de moderne geschiedenis aan de Universiteit van Cambridge (tot 1869). Een jaar later werd hij aangesteld als leraar van de Prins van Wales. In 1863 verscheen zijn jeugdboek Water-Babies. In 1866 verscheen de roman Hereward the Wake die zich in de middeleeuwen afspeelt. Zijn virulente antikatholicisme kwam sterk tot uiting in zijn aanvallen op John Henry Newman, de van oorsprong anglicaanse predikant die was overgegaan tot het rooms-katholicisme. In 1869 nam hij ontslag als hoogleraar en van 1870 tot 1873 diende hij als kanunnik van Kathedraal van Chester. In Chester was hij oprichter van het lokale natuurkundig, literair en kunstgezelschap, waar later het Grosvenor Museum uit voortkwam. In 1873 werd hij kanunnik van Westminster Abbey.
Charles Kingsley overleed op 23 januari 1875, 55 jaar oud, te Eversley. Zijn echtgenote publiceerde in 1877 een biografie van haar overleden man onder de titel Charles Kingsley, his Letters and Memories of his Life. Zijn dochter, Mary St Leger Kingsley (1852-1931), was een schrijfster (onder het pseudoniem Lucas Malet) die later tot de rooms-katholieke kerk overging.

## Opvattingen
Charles Kingsley behoorde evenals zijn vriend Frederick Denison Maurice (1805-1872) tot de vroege christensocialisten. Kingsley publiceerde artikelen in het blad van de beweging, Christian Socialist. De armoede van zijn dagen en het lompenproletariaat waren volgens hem het resultaat van de industriële samenleving en de daarbij behorende competitie. Hij had een afkeer van het moderne kapitalisme en het Manchester-liberalisme en was een nostalgische figuur, met grote bewondering voor de klassieke oudheid, sprookjes en sagen, het oude Engeland met zijn dorpen, boerenstand en nijverheidswerker en ambachtslieden, landjonkers en dorpspredikanten. Anders dan Maurice omarmde hij de evolutieleer van Charles Darwin met wie hij bevriend was en correspondeerde. Hij was van mening dat het Angelsaksische ras, volgens hem verwant aan het Noorse, Germaanse en Scandinavische ras, superieur was aan andere rassen op aarde en had een afkeer van Ieren. Tijdens een bezoek aan Ierland in 1860 tekende hij het volgende op bij het zien van de Ierse bevolking: "to see white chimpanzees is dreadful; if they were black, one would not see it so much, but their skins, except where tanned by exposure, are as white as ours." Kingsley stond bekend om zijn afkeer van de Rooms-Katholieke kerk en de binnen de anglicaanse kerk bestaande Oxford Movement. Toch behoorde Kingsley niet tot de evangelische partij binnen de Kerk van Engeland. Hij wordt tot het theologische en kerkelijke midden gerekend.
Ondanks zijn christensocialisme was hij een Tory en voorstander van het behoud van de bestaande orde, die in zijn ogen eerlijker was dan de nieuwe, liberale, gebaseerd op competitie in plaats van samenwerking.
Kingsley had een grote interesse in de Verenigde Staten van Amerika en met name voor de frontiermen. Hij bezocht de VS in 1852 en in 1874, vlak voor zijn dood.
Theologisch gezien behoorde Kingsley tot het kerkelijke protestantse midden (Broad Church). Hij had een grote kennis van de kerkvaders, maar publiceerde op theologisch gebied enkele prekenbundels (1849, 1852, 1854, 1859, 1866, 1872, 1874).

## Werken
- Yeast (1848)[9]
- Saint's Tragedy (1848)[10]
- Alton Locke (1849)[9]
- Twenty-five Village Sermons (1849)
- Cheap Clothes and Nasty (1850)
- Phaeton, or Loose Thoughts for Loose Thinkers (1852)
- Sermons on National Subjects (1852)
- Hypatia, (1853)[11]
- Glaucus, or the Wonders of the Shore (1855)[12]
- Sermons on National Subjects (1854)
- Alexandria and her Schools (1854)
- Westward Ho! (1855)[13]
- Sermons for the Times (1855)
- The Heroes, Greek fairy tales (1856)
- Two Years Ago (1857)
- Andromeda and other Poems (1858)
- The Good News of God (1859)
- Miscellanies (1859)
- Limits of Exact Science applied to History (1860)
- Town and Country Sermons (1861)
- Sermons on the Pentateuch (1863)
- The Water-Babies, A Fairy Tale for a Land Baby (1863)[14]
- The Roman and the Teuton (1864)[15]
- David and other Sermons (1866)
- Hereward the Wake: "Last of the English" (1866)
- The Ancient Régime (Lectures at the Royal Institution, 1867)
- Water of Life and other Sermons (1867)
- The Hermits (1869)
- Madam How and Lady Why (1869)
- At Last: a Christmas in the West Indies (1871)[16]
- Town Geology (1872)
- Discipline and other Sermons (1872)
- Prose Idylls (1873)
- Plays and Puritans (1873)[17]
- Health and Education (1874)[18]
- Westminster Sermons (1874)
- Lectures delivered in America (1875)

## Verwijzingen
- Bibsys: 90056136
- Biblioteca Nacional de España: XX1130084
- Bibliothèque nationale de France: cb12034354s (data)
- Catàleg d'autoritats de noms i títols de Catalunya: 981058518525706706
- CiNii: DA01585690
- Digitale Bibliotheek voor de Nederlandse Letteren: king010
- Gemeinsame Normdatei: 118722298
- International Standard Name Identifier: 0000 0001 1400 9856
- Library of Congress Control Number: n79062749
- Nationale Bibliotheek van Letland: 000012156
- MusicBrainz: 56d14f75-679d-4f9e-b33f-d095b0620216
- Bibliotheek van het Japanse parlement: 00445728
- Nationale Bibliotheek van Tsjechië: jn19990004347
- Nationale bibliotheek van Australië: 35272461
- Nationale Bibliotheek van Israël: 987007263590805171
- Nationale Bibliotheek van Polen: a0000001186778
- Nederlandse Thesaurus van Auteursnamen: 069331278
- LIBRIS: 193564
- SNAC: w6wd3xkz
- Système universitaire de documentation: 028524535
- Trove: 891987
- Union List of Artist Names: 500524499
- Virtual International Authority File: 27081838
- WorldCat: E39PBJrgGVpvvcgVDq49hkBXVC